# José Luis Minoprio
José Luis Minoprio (Mendoza, 8 de julio de 1903 - 17 de mayo de 1992), fue un médico, biólogo, zoólogo, geólogo, científico y docente universitario argentino.
Obtuvo en la Universidad Nacional de Córdoba el título de Médico Cirujano en 1930, el de Doctor en Medicina y Cirugía en 1934 y el de Doctor en Ciencias Naturales en 1943.
Fue designado miembro de la Academia de Ciencias Naturales de Córdoba, de la Academia de Medicina de Buenos Aires, de la de Ciencias Naturales de Buenos Aires, de Ciencias Médicas de Córdoba, de la Chilena de Medicina, de la International Academy of Chest Physicians and Surgeons, de Ciencias Sociales de Mendoza. Miembro vitalicio de la Sociedad Científica Argentina, del Comité Científico internacional sobre Enfermedades de Chagas y del Tribunal de Honor de la Asociación Médica Argentina y otros más. Además fue premiado por la Wellcome Fundation de Londres por su trabajo de brucelosis, toxoplasmosis y fiebre tifoidea.

## Historia
Fue profesor de anatomía comparada en la Universidad Nacional de Córdoba hasta 1943, cuando renunció solidarizándose con los profesores que fueron despedidos por el gobierno. 
En 1955 en la Universidad Nacional de Cuyo fue profesor de Zootecnia en la facultad de Ciencias Agrarias y fundó la cátedra de enfermedades infecciosas de la facultad de Ciencias Médicas. Luego de su jubilación en 1972 fue nombrado profesor consulto.
Fue miembro de la Academia Nacional de Medicina de Buenos Aires, de la Academia de Ciencias Físicas y Naturales de Córdoba, de la Academia de Medicina de Córdoba, de la Academia de Ciencias Sociales de Mendoza, de la Academia Chilena de Medicina, del American College of Chest Physicians y de la International Academy of Chest Physicians and Surgeons. Fue miembro fundador del Círculo Médico de Mendoza y Miembro de Honor de la Asociación Médica Argentina.
Logró que un equipo de científicos encabezado por Alfred Romer realizara la primera expedición de paleontólogos en búsqueda de fósiles en Ischigualasto en 1958. 
En 1961, siendo director de Medicina Sanitaria del Gobierno de Mendoza, aplicó por primera vez la vacuna oral Sabín. Fue asesor de la lucha antichagásica en Argentina. En 1949 adquirió el primer equipo de rayos X de Mendoza. 
Su amigo, el médico especialista en nutrición Abel Albino, recordó cuando Minoprio decidió rechazar un premio internacional de la Academia de Ciencias Naturales de Nueva York en protesta ante la Guerra de las Malvinas.

## Publicaciones

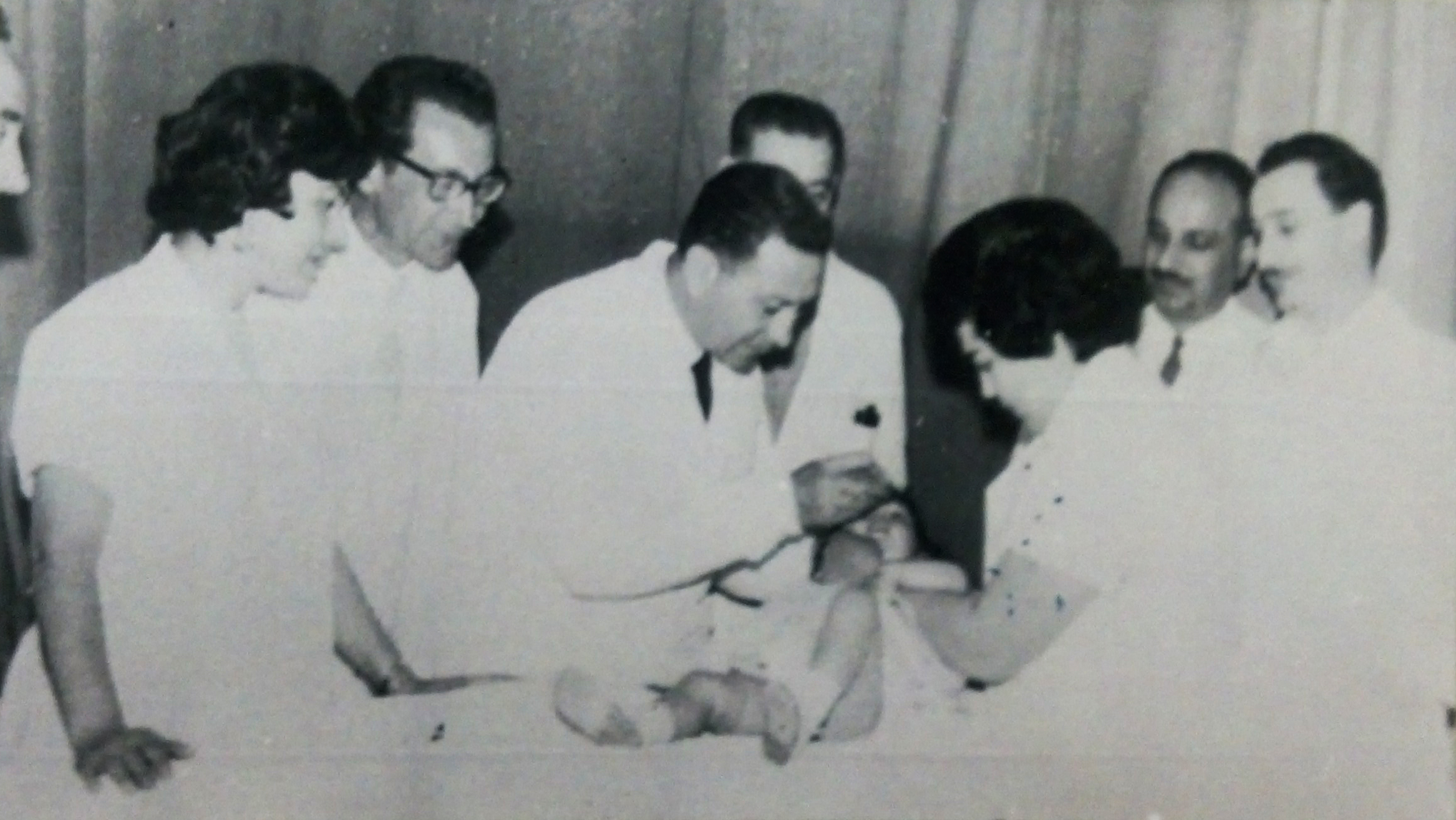
El Dr. José Luis Minoprio en el inicio de la vacunación antipoliomielítica oral Sabin en la Argentina, al demostrarse que la vacuna Salk no daba resultado. Con la colaboración del ministerio de Salud Pública de la Provincia trae la vacuna a Mendoza y se realiza la primera campaña en el departamento General Alvear

Publicó más de doscientos trabajos de medicina y ciencias naturales, en particular de paleontología, en revistas nacionales y extranjeras.
Sus libros, materiales de trabajo y aparatología fueron donados a diferentes instituciones académicas y museos de todo el país.